# Wola Popowa
Wola Popowa [pronunciación en polaco: /ˈvɔla pɔˈpɔva/] es un pueblo ubicado en el distrito administrativo de Gmina Żychlin, dentro del Distrito de Kutno, Voivodato de Łódź, en Polonia central. Se encuentra aproximadamente a 3 kilómetros al este de Żychlin, a 20 kilómetros al este de Kutno, y a 53 kilómetros al norte de la capital regional Łódź.